# 기우치 주조
기우치 주조(木内酒造 기우치슈조[*])는 일본 이바라키현 나카시에 있는 양조장이다. 주력 상품으로는 크래프트 맥주 히타치노 네스트 맥주가 있다.

## 역사
1823년 창업하였다. 1995년 맥주 제조를 시작했다. 2016년에는 위스키 제조 면허를 취득하였다. 2019년에는 히타치노 하이볼을 발매하였다.

## 상품
- 기쿠사카리(菊盛) (일본주)
- 히타치노 네스트 맥주 (맥주)
- 기우치 우메슈(木内梅酒) (우메슈)
- 히타치노 하이볼(常陸野ハイボール) (하이볼)
- 히노마루 위스키(日の丸ウイスキー) (위스키) - 2022년에 발매한 위스키다.[4] 이바라키현산 밀 등을 원료로 하고 있다.[5] 도쿄 위스키 & 스피리츠 대회 2022에서 금상을 수상했다.[6]
- 히노마루 진(日の丸ジン) (진)

## 매장
- 히타치노 브루잉 - 도쿄도 및 아바라키현 내에 여러 개의 매장이 있는 맥주 바이다.[7]
- 히노마루 위스키 이시오카 Tasting Room - 2022년 7월 10일에 이시오카역 앞에 개업한 점포이며, 히노마루 위스키 등이 제공되고 있다.[8] 위스키 20종 외에 안주가 제공된다.[4]

## 같이 보기
- 일본의 맥주